# Un besito más
Un besito más es el cuarto álbum de estudio del dúo mexicano Jesse & Joy. El álbum fue lanzado el 4 de diciembre de 2015 por Warner Music. Su primer sencillo,«Ecos de amor», fue lanzado el 14 de agosto de 2015.
El álbum, cuenta con la producción de Fraser T. Smith (Adele, Sam Smith), Martin Terefe (¿Con Quién Se Queda El Perro?), el legendario Juan Luis Guerra y Tommy Torres, en colaboración con Jesse. 
Del disco se desprenden los sencillos «Ecos de amor», «No soy una de esas», «Dueles», «Me soltaste» y «3 A.M.»
En la 59.ª edición de los Premios Grammy, el álbum se hizo con el premio a Mejor Álbum de Pop Latino, convirtiéndose así en el reconocimiento más grande de la carrera de Jesse y Joy.

## Lista de canciones
| N.º | Título                                      | Duración |  |
| 1.  | «Qué pena me da»                            | 3:17     |  |
| 2.  | «Ecos de amor»                              | 3:35     |  |
| 3.  | «No soy una de esas» (con Alejandro Sanz)   | 3:30     |  |
| 4.  | «Me soltaste»                               | 3:49     |  |
| 5.  | «3 A.M.» (con Tommy Torres y Gente de Zona) | 3:19     |  |
| 6.  | «¡Ay doctor!»                               | 3:24     |  |
| 7.  | «Muero de amor»                             | 3:58     |  |
| 8.  | «Dime que no»                               | 4:10     |  |
| 9.  | «More than Amigos»                          | 3:25     |  |
| 10. | «Un besito Más» (con Juan Luis Guerra)      | 3:12     |  |
| 11. | «Dueles»                                    | 4:07     |  |
| 12. | «Quiéreme despacito»                        | 3:46     |  |
| 13. | «El malo»                                   | 3:51     |  |

## Un Besito Más Tour
La gira comenzó en febrero de 2016 en México visitado toda América Latina, España y Estados Unidos. Promocionando así el álbum Un besito más y celebrando sus 10 años de carrera.

### Repertorio
| 2016 |
| --- |
| 1. Qué pena me da 2. No soy una de esas 3. Ay doctor! 4. Ya no quiero 5. Llorar 6. Dime que no 7. Chocolate 8. ¿Con quién se queda el perro? 9. Me soltaste 10. El malo 11. Me quiero enamorar 12. Un besito más 13. Ecos de amor 14. More than amigos 15. Adiós 16. Espacio sideral 17. Llegaste tú 18. La de la mala suerte 19. Corre |

| 2017 |
| --- |
| 1. Qué pena me da 2. No soy una de esas 3. Ya no quiero 4. Chocolate 5. Llorar 6. ¿Con quién se queda el perro? 7. Mi tesoro 8. Esto es lo que soy 9. Dueles 10. Llegaste tú 11. Un besito más 12. Me quiero enamorar 13. Adiós 14. More than amigos 15. Me soltaste 16. Corre 17. Espacio sideral 18. La de la mala suerte 19. Ecos de amor |

### Fechas
| Fecha                    | Ciudad                    | País           | Recinto                                                               |
| ------------------------ | ------------------------- | -------------- | --------------------------------------------------------------------- |
| Latinoamérica            |                           |                |                                                                       |
| 19 de febrero de 2016    | Ciudad de México          | México         | El Plaza Condesa                                                      |
| 26 de febrero de 2016    | Cancún                    | México         | Universidad Anáhuac de Cancún                                         |
| 11 de marzo de 2016      | Ciudad Juárez             | México         | Estadio Juárez                                                        |
| 12 de marzo de 2016      | Chihuahua                 | México         | Expo de Feia                                                          |
| 1 de abril de 2016       | Acapulco                  | México         | Forum Mundo Imperial                                                  |
| 7 de abril de 2016       | Hermosillo                | México         | Centro de Usos Múltiples                                              |
| 8 de abril de 2016       | Mexicali                  | México         | Foro Promocasa                                                        |
| 9 de abril de 2016       | Tijuana                   | México         | Audiorama El Trompo                                                   |
| 15 de abril de 2016      | Pachuca                   | México         | Polideportivo de la UAEH                                              |
| 16 de abril de 2016      | Morelia                   | México         | Palacio del Arte                                                      |
| 17 de abril de 2016      | Acapulco                  | México         | Fórum de Mundo Imperial                                               |
| 5 de mayo de 2016        | Aguascalientes            | México         | Foro de las Estrellas                                                 |
| 13 de mayo de 2016       | Culiacán                  | México         | Universidad Autónoma de Sinaloa                                       |
| 10 de junio de 2016      | San Juan                  | Puerto Rico    | Coliseo José Miguel Agrelot                                           |
| 17 de junio de 2016      | Xalapa                    | México         | Velódromo Internacional Xalapa                                        |
| 19 de agosto de 2016     | Lima                      | Perú           | Anfiteatro del Parque de la Exposición                                |
| 20 de agosto de 2016     | Santiago                  | Chile          | Teatro Caupolicán                                                     |
| 21 de agosto de 2016     | Santiago                  | Chile          | Teatro Caupolicán                                                     |
| 15 de septiembre de 2016 | Córdoba                   | Argentina      | Quality Espacio                                                       |
| 16 de septiembre de 2016 | Mendoza                   | Argentina      | Arena Maipú                                                           |
| 18 de septiembre de 2016 | Rosario                   | Argentina      | Metropolitano Rosario                                                 |
| 20 de septiembre de 2016 | Montevideo                | Uruguay        | Teatro Metro                                                          |
| 21 de septiembre de 2016 | Buenos Aires              | Argentina      | Teatro Gran Rex                                                       |
| 22 de septiembre de 2016 | Buenos Aires              | Argentina      | Teatro Gran Rex                                                       |
| 18 de octubre de 2016    | Guadalajara               | México         | Auditorio Benito Juárez                                               |
| 19 de octubre de 2016    | Pachuca                   | México         | Palenque De Pachuca                                                   |
| 23 de octubre de 2016    | Panamá                    | Panamá         | Centro de Convenciones Atlapa                                         |
| 29 de octubre de 2016    | San José                  | Costa Rica     | Palacio de los Deportes                                               |
| Norteamérica             |                           |                |                                                                       |
| 4 de noviembre de 2016   | Grand Prairie             | Estados Unidos | Verizon Theatre                                                       |
| 5 de noviembre de 2016   | El Paso                   | Estados Unidos | El Paso County Coliseum                                               |
| 6 de noviembre de 2016   | Houston                   | Estados Unidos | Arena Theatre                                                         |
| 10 de noviembre de 2016  | Laredo                    | Estados Unidos | Laredo Energy Arena                                                   |
| 11 de noviembre de 2016  | Austin                    | Estados Unidos | The Coliseum                                                          |
| 12 de noviembre de 2016  | Hidalgo                   | Estados Unidos | State Farm Arena                                                      |
| 13 de noviembre de 2016  | San Antonio               | Estados Unidos | Teatro Majestic                                                       |
| 17 de noviembre de 2016  | Las Vegas                 | Estados Unidos | T-Mobile Arena                                                        |
| 18 de noviembre de 2016  | San Diego                 | Estados Unidos | Teatro Balboa                                                         |
| 19 de noviembre de 2016  | Tempe                     | Estados Unidos | Marquee Theatre                                                       |
| 20 de noviembre de 2016  | Tucson                    | Estados Unidos | The Rialto Theatre                                                    |
| 23 de noviembre de 2016  | San Francisco             | Estados Unidos | The Regency Ballroom                                                  |
| 25 de noviembre de 2016  | Los Ángeles               | Estados Unidos | The Novo                                                              |
| 27 de noviembre de 2016  | Midland                   | Estados Unidos | La Hacienda Event Center                                              |
| 30 de noviembre de 2016  | Milwaukee                 | Estados Unidos | Turner Hall Ballroom                                                  |
| 1 de diciembre de 2016   | Chicago                   | Estados Unidos | Copernicus Center                                                     |
| 2 de diciembre de 2016   | Woodbridge                | Estados Unidos | The Palace Night Club                                                 |
| 3 de diciembre de 2016   | Revere                    | Estados Unidos | Wonderland Ballroom                                                   |
| 4 de diciembre de 2016   | New York                  | Estados Unidos | Playstation Theater                                                   |
| Europa                   |                           |                |                                                                       |
| 12 de enero de 2017      | Barcelona                 | España         | Sala BARTS                                                            |
| 13 de enero de 2017      | Sevilla                   | España         | Teatro Auditorio Riberas Del Guadaira                                 |
| 14 de enero de 2017      | Sevilla                   | España         | Teatro de la Maestranza                                               |
| 15 de enero de 2017      | Madrid                    | España         | Teatro Lara                                                           |
| 20 de enero de 2017      | Tenerife                  | España         | Paraninfo                                                             |
| 21 de enero de 2017      | La Palma                  | España         | Camino del Polideportivo                                              |
| Latinoamérica            |                           |                |                                                                       |
| 2 de febrero de 2017     | Miramar                   | argentina      | parque de bienal de arte                                              |
| 3 de febrero de 2017     | Villa María               | Argentina      | Anfiteatro de Villa María                                             |
| 4 de febrero de 2017     | San Francisco de Mostazal | Chile          | Sun Monticello                                                        |
| 5 de febrero de 2017     | Viña del Mar              | Chile          | Enjoy Viña del Mar                                                    |
| 10 de febrero de 2017    | Talca                     | Chile          | Explanada balneario Río Claro (Fiesta de la Independencia Talca 2017) |
| 5 de mayo de 2017        | Monterrey                 | México         | Auditorio Banamex                                                     |
| 18 de mayo de 2017       | Chihuahua                 | México         | Teatro del Pueblo Feria Santa Rica                                    |
| 20 de mayo de 2017       | Tuxtla Gutiérrez          | México         | Polyforum Chiapas                                                     |
| 25 de mayo de 2017       | Guadalajara               | México         | Auditorio Telmex                                                      |
| 26 de mayo de 2017       | Ciudad de México          | México         | Auditorio Nacional                                                    |
| 27 de mayo de 2017       | Villahermosa              | México         | Palenque del parque tabasco                                           |
| 30 de mayo de 2017       | Hermosillo                | México         | Festival Cultural PITIC                                               |
| 4 de julio de 2017       | San Salvador              | El Salvador    | Anfiteatro CIFCO                                                      |
| 7 de julio de 2017       | Ciudad de Guatemala       | Guatemala      | Expocenter Tikal Futura                                               |
| 8 de julio de 2017       | Tegucigalpa               | Honduras       | UNAH                                                                  |

## Posicionamiento
| Lista (2015)                      | Mejor posición |
| --------------------------------- | -------------- |
| España (PROMUSICAE)               | 72             |
| Estados Unidos (Top Latin Albums) | 1              |